# Saint-Amans (Lozère)
Saint-Amans (okcitán nyelven Sant Amans) korábbi község Franciaország Okcitánia régiójában, Lozère megyében. 2011-ben 154 lakosa volt. A Saint-Amans kanton és a Terre de Randon Településtársulás központja.
2019. január 1-jén négy másik korábbi községgel egyesült és az így létrejött Monts-de-Randon új község része lett.

## Fekvése
Saint-Amans a Margeride-hegység nyugati oldalán fekszik, Mende-tól 22 km-re északra, 1130 méteres (a községterület 1050-1264 méteres) tengerszint feletti magasságban, a Colagne-völgy felett. A község északi részét érinti a Truyère folyó.
Északról Les Laubies, keletről Estables, délről Rieutort-de-Randon, nyugatról pedig Saint-Gal és Ribennes községekkel határos. A községen áthalad a Saint-Chély-d’Apchert (27 km) Mende-al összekötő N106-os főút.
Coluagnette és Les Salhens tartozik hozzá.

## Története
A község első említése 1270-ből származik. A történelmi Gévaudan tartomány Randoni báróságához tartozott, címere is az egykori báróság címere alapján készült.

### Demográfia
| Év   | Lakosság |
| ---- | -------- |
| 1793 | 342      |
| 1851 | 404      |
| 1876 | 365      |
| 1901 | 355      |
| 1936 | 364      |

| Év   | Lakosság |
| ---- | -------- |
| 1946 | 303      |
| 1954 | 235      |
| 1962 | 218      |
| 1968 | 227      |

| Év   | Lakosság |
| ---- | -------- |
| 1975 | 195      |
| 1982 | 191      |
| 1990 | 141      |
| 1999 | 133      |
| 1999 | 147      |

## Nevezetességei
- Temploma a 12-14. században épült.
- Salhens-vízesés
- Signal de Saint-Amans (1143 m, szép kilátás)

## Kapcsolódó szócikk
- Lozère megye községei